# Matrizes de Pauli

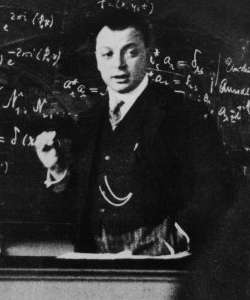
Wolfgang Pauli (1900–1958) recebeu o Nobel de Física em 1945, nominado por Albert Einstein, pelo princípio de exclusão de Pauli.

Em matemática e em física matemática, as matrizes de Pauli formam um conjunto de três matrizes complexas 2x2 hermitianas e unitárias. Geralmente representadas pela letra grega sigma (σ), ou tau (τ) no contexto de simetrias de isospin. Elas são:
{\displaystyle \sigma _{1}=\sigma _{x}={\begin{pmatrix}0&1\\1&0\end{pmatrix}}}
{\displaystyle \sigma _{2}=\sigma _{y}={\begin{pmatrix}0&-i\\i&0\end{pmatrix}}}
{\displaystyle \sigma _{3}=\sigma _{z}={\begin{pmatrix}1&0\\0&-1\end{pmatrix}}}.
Estas matrizes devem seu nome ao físico Wolfgang Pauli. Na mecânica quântica, elas ocorrem na equação de Pauli que descreve a interação do spin de uma partícula com um campo eletromagnético externo. Também representam os estados de interação entre dois filtros polarizados em polarizações horizontal/vertical, em 45 graus (direita/esquerda) e circular (direita/esquerda). 
Cada matriz de Pauli é hermitiana {\displaystyle (\sigma _{i}=\sigma _{i}^{\dagger })}, e junto à matriz identidade I (algumas vezes representada por {\displaystyle \sigma _{0}}), as matrizes de Pauli formam uma base (através de coeficientes reais) para o espaço vetorial das matrizes hermitianas 2x2. Assim, qualquer matriz hermitiana 2x2 pode ser escrita como uma combinação linear de matrizes de Pauli, com todos os seus coeficientes sendo números reais.
Operadores hermitianos representam observáveis na mecânica quântica, de forma que as matrizes de Pauli geram o espaço de observáveis do espaço de Hilbert de dimensão dois. Na obra de Pauli, as {\displaystyle \sigma _{k}} representam o observável correspondente à projeção do spin no eixo-k do espaço euclidiano tridimensional {\displaystyle \mathbb {R} ^{3}}.
As matrizes de Pauli (após multiplicação por {\displaystyle i} para se tornarem anti-hermitianas), também geram transformações no sentido de álgebras de Lie: as {\displaystyle \{i\sigma _{k}\}}, ao serem exponenciadas, geram o grupo SU(2), ou seja, {\displaystyle \{i\sigma _{k}\}} é uma base da álgebra de Lie {\displaystyle {\mathfrak {su}}(2)}. A álgebra gerada por {\displaystyle \{\sigma _{k}\}} é isomórfica à álgebra de Clifford do {\displaystyle \mathbb {R} ^{3}}, e a álgebra unital associativa gerada por iσ1, iσ2, iσ3 é isomórfica ao quaternião ({\displaystyle \mathbb {H} }).

## Propriedades algébricas
As matrizes de Pauli obedecem às seguintes relações de comutação:{\displaystyle \left[\sigma _{i},\sigma _{j}\right]=2i\varepsilon _{ijk}\sigma _{k}}
onde {\displaystyle \varepsilon _{ijk}} é o símbolo de Levi-Civita. 
Outras propriedades importantes são:
{\displaystyle \sigma _{x}^{2}=\sigma _{y}^{2}=\sigma _{z}^{2}={\begin{pmatrix}1&0\\0&1\end{pmatrix}}=I}
{\displaystyle \operatorname {det} (\sigma _{i})=-1}
{\displaystyle \operatorname {Tr} (\sigma _{i})=0}
As matrizes de Pauli têm grande utilidade na mecânica quântica. A aplicação mais conhecida é a representação do operador de spin para uma partícula de spin 1/2. Assim, tem-se
{\displaystyle {\hat {s}}_{i}\ ={\frac {\hbar }{2}}\sigma _{i}}